# Archon Genomics X Prize
Archon Genomics X Prize är ett amerikanskt teknologipris för utveckling av genomdiagnostistik.
Archon Genomics X Prize utdelas av X Prize Foundation. Priset utlystes i oktober 2011. Syftet är dels att undersöka genetiska faktorer för att kunna uppnå hög ålder, dels att åstadkomma kvalitetsnormer för sekvensifieringen av människans genom. Prissumman på 10 miljoner USD lämnas till det lag som först kan påvisa att det kan kartlägga 100 åldringars genom inom 30 dagar.
Kartäggningen ska ske med viss precision och till viss lägsta kostnad. Felaktigheter får uppgå till högst ett per million baspar, vilket innebär högst 6.000 fel på de två gånger 3 miljoner baspar som varje individ har. Kartläggningen ska täcka minst 98% av kromosomets baspar och ha haplotyperna sorterade så att man vet vilka som kommer från vilken förälder. Kostnaden för kartläggningen får uppgå till högst 1.000 USD per genom.
Tävlingsperioden är 30 dagar med början i januari månad 2013.